# Río Foss
El río Foss es un curso de agua en Yorkshire del Norte, Inglaterra. Es un afluente del río Ouse. Nace en Foss Crooks Woods cerca del embalse de Oulston cerca del pueblo de Yearsley y corre hacia el sur a través del valle de York hasta el Ouse en el centro de York. Lo más probable es que el nombre provenga de la palabra latina Fossa, que significa zanja. El río es mencionado en el Libro Domesday.
El rango típico del nivel del río en la barrera de Foss está entre 5,05 m y 7,90 m. El nivel del río más alto registrado fue de 10,20 metros y el nivel del río alcanzó los 9,34 metros el 23 de enero de 2008.

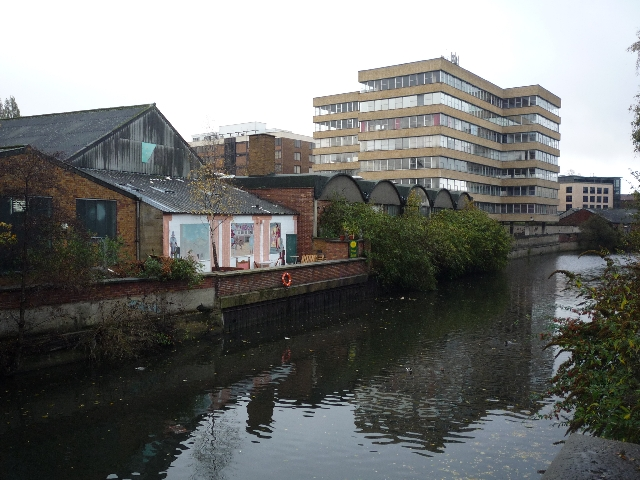
El río Foss en el centro de York

## Historia
En 1069, Guillermo el Conquistador construyó una represa en el Foss, justo al sur del castillo de York, cerca de su confluencia con el Ouse, creando un foso alrededor del castillo. Hizo que el río se inundara río arriba en lo que ahora son las áreas de Hungate y Layerthorpe, formando un gran lago que se conocía como "King's Pool" o "King's Fish Pond" y que proporcionaba pescado para los mercados. El embalse tenía aproximadamente 100 acres de extensión y la pesca estaba permitida con licencia, excepto para los Hombres del Rey.
King's Pool fue parte de las defensas internas de la ciudad durante la Edad Media, ya que el pantano era prácticamente intransitable y explica por qué no hay una muralla entre Layerthorpe Postern y Red Tower.
En el siglo XVII, King's Pool y el río Foss estaban en declive porque el sedimento del río arriba se acumulaba en el estanque y no bajaba suficiente agua para moverlo a pesar de que el canal principal del Foss se había profundizado en 1608. Finalmente, el lago era demasiado poco profundo para seguir siendo viable como defensa. En 1644, el lago era lo suficientemente poco profundo como para que las fuerzas parlamentarias bajo el mando de Sir Thomas Fairfax consideraran cruzarlo a pie para romper el sitio de York durante la Guerra Civil Inglesa.
En 1727 se ordenó a Arthur Ingram, sexto vizconde de Irvine, que rastreara el río Foss desde Castle Mills hasta Foss Bridge, haciéndolo de ocho yardas de ancho en la parte superior y cuatro yardas en la parte inferior y, en 1731, el Little Foss, se drenó la ampliación para encerrar el castillo. En el siglo XVIII, el agua estaba tan baja que se crearon islas pantanosas (de ahí el nombre moderno Islas Foss). Los ciudadanos utilizaron el río como basurero, lo que se convirtió en un peligro para la salud. Se promulgaron leyes del Parlamento en 1793 y 1801 para hacer navegable el Foss, acabando con el King's Pool. La Foss Navigation Company canalizó el río desde 1778, para hacerlo navegable hasta Sheriff Hutton.
La ley de mejora sanitaria y de drenaje de York de 1853 vio a York Corporation comprar el río Foss a Foss Navigation Company. En 1859, se aprobó la ley de mejora de York y el río sobre el puente Yearsley fue abandonado como vía fluvial.

## Economía
Se han encontrado restos de muelles y almacenes romanos mediante excavaciones y obras de construcción en las orillas del Foss, lo que sugiere que el transporte y el comercio por agua fueron importantes desde los primeros tiempos de la historia de la ciudad.
El Foss moderno se beneficia más de la actividad de ocio y varios paseos de larga distancia se cruzan en su camino. Foss Walk sigue gran parte del curso del río desde Blue Bridge hasta el embalse de Oulston y luego hasta Easingwold, una distancia de 28 millas (45 kilómetros). Parte del sendero Howardian Way cerca de Yearsley, así como Ebor Way y Centenary Way hasta West Lilling también siguen el Foss en parte de su camino.
La responsabilidad de la gestión del área de drenaje del río es la junta de drenaje interno del Foss. Tiene la responsabilidad del área desde Crayke hasta el límite de la ciudad de York anterior a 1991 que cubre 9.085 hectáreas y 162,54 km de cursos de agua.

## Ecología
Varias especies de peces se encuentran en el río, como el lucio, el leucisco, el bagre, el gobio, la perca y el rutilo. A principios de siglo, los barbos se introdujeron en el río.